# Art Tyler
Arthur Walter Tyler, detto Art (Utica, 26 luglio 1915 – Henderson, 23 agosto 2008), è stato un bobbista statunitense.

## Biografia
Ai VII Giochi olimpici invernali (edizione disputatasi nel 1956 a Cortina d'Ampezzo, Italia) vinse la medaglia di bronzo nel Bob a quattro con i connazionali William L. Dodge, Thomas Butler e James Ernest Lamy, partecipando per la nazionale statunitense, venendo superate dalle nazionali italiana (medaglia d'argento) e svizzera (medaglia d'oro).
Il tempo totalizzato fu di 5:12,39, con una differenza minima con gli italiani (5:12,10) e con un distacco inferiore ai due secondi dalla svizzera, 5:10,44.
Inoltre ai campionati mondiali vinse diverse medaglie:
- 1957, bronzo nel bob a quattro con John Cole, Robert Hagemes e Thomas Butler, argento nel bob a due con Thomas Butler.
- 1959, oro nel bob a quattro con Gary Sheffield,  Parker Voorhis e Thomas Butler, bronzo nel bob a due con Thomas Butler.